# 陶晉生
陶晉生（1933年—），臺灣歷史學家、中央研究院院士，專攻宋遼金元史。為國立臺灣大學歷史系學士、歷史研究所碩士、美國印第安那大學歷史系博士。曾任臺大歷史系教授、中央研究院歷史語言研究所研究員、美國亞歷桑那大學教授、香港中文大學講座教授。現任中研院史語所通信研究員、東吳大學歷史學系客座教授。曾主持《食貨月刊》、《新史學》等歷史雜誌。指導學生有黃進興、黃寬重、曾瑞龍、何冠環等人。

## 經歷
陶晉生為中國國民黨理论家陶希聖四子，於抗日戰爭中成長，在香港、桂林、重慶等地讀過五所小學，皆未畢業。
1949年舉家渡臺，同年至1952年，就讀師大附中，期間嗜讀中譯的外國文學作品。1952年考入臺大外文系，次年轉歷史系，修習李濟「考古學導論」、凌純聲「地學通論」、方東美「哲學概論」、吳相湘「中國近代史」、英千里「西洋文學史」、夏德儀「中國通史」、姚從吾「遼金元史」、李宗侗「中國上古史」、牟潤孫「隋唐五代史」、勞榦「秦漢史」、方豪「宋史」、芮逸夫「民族學」等課。1956年，取得學士學位，考入歷史研究所，師從姚從吾。碩士論文本欲撰寫宋金關係中的宋高宗，後考慮題目可能牽涉臺灣偏安一隅的政局，便改為論述宋金間之采石戰役，1959年取得碩士學位。畢業後，入伍擔任空軍行政官，於1961年退伍。同年，與李敖同作姚從吾的國家講座研究助理半年，並申請上美國印第安那大學亞洲研究的獎學金，赴美師從鄧嗣禹，以金代女真的漢化為題，1967年獲博士學位。1965至66年，曾回台任教臺大歷史系，其後3年，任教於西密西根大學。
1969年回台後，任職中研院史語所，並主辦《食貨月刊》，亦任教於臺大歷史系。1976年，開始任教於亞歷桑那大學東方研究系，歷時24年。1983年，曾擔任國家科學委員會客座教授1年。1987年，擔任亞歷桑那大學東方研究系系主任1年。1988年至90年，擔任香港中文大學講座教授。1998年，任國科會研究講座。1990年獲中央研究院院士。退休後，任教於東吳大學，並擔任中研院史語所通訊研究員。

## 著作
- 《金海陵帝的侵宋與采石戰役的考實》（臺北：臺灣大學文學院，1963）。
- 《邊疆史研究集——宋金時期》（臺北：商務印書館，1971）。
- The Jurchen in Twelfth-Century China: A Study of Sinicization (Seattle: University of Washington Press, 1976).
- 《中國近古史》（臺北：東華書局，1979）。新版：《宋遼金元史新編》（臺北：稻鄉出版社，2003；2007再版）。
- 《女真史論》（臺北：食貨出版社，1981；臺北：稻鄉出版社，2003；2010再版）。
- 《宋遼關係史研究》（臺北：聯經出版事業公司，1984；增訂簡體字版，北京：中華書局，2008）。
- Two Sons of Heaven: Studies of Sung-Liao Relations (Tucson: University of Arizona Press, 1988).
- 《北宋士族——家族‧婚姻‧生活》（中央研究院歷史語言研究所專刊102；臺北：中央研究院歷史語言研究所，2001）。
- Excursions in Chinese Culture: Festschrift in Honor of William R. Schultz, co-authored with Marie Chan and Chia-lin Pao Tao (Hong Kong: The Chinese University Press, 2002).
- 陶晉生、黃寬重、劉靜貞合著，《宋史》（臺北：國立空中大學，2004）。
- 《中國近代史》（臺北：福懋出版社，2005）。
- 《歷史的瞬間》（臺北：聯經出版事業公司，2006）。
- 《宋遼金史論叢》（臺北：聯經出版事業公司，2013）。
- 陶晉生編，《陶希聖日記：1947-1956》（上、下）（臺北：聯經出版事業公司，2014）。
- 陶泰來、陶晉生整理，《陶希聖年表》（臺北：聯經出版事業公司，2017）。
- 《宋代外交史》（臺北：聯經出版事業公司，2020）。

## 外部連結
- 中央研究院歷史語言研究所 - 陶晉生（Jing-shen Tao） （页面存档备份，存于）
- 東吳大學歷史學系 - 陶晉生[永久]